# 藤井理央
藤井 理央（ふじい りお、1964年11月11日 - ）は、日本のキーボーディスト、編曲家、音楽プロデューサー。男性。

## 経歴
血液型はO型。小学校までは表参道沿いで育ち、中学校で鎌倉市に移る。鎌倉市立第二中学校、鎌倉学園高校では吹奏楽部でトロンボーン、ユーフォニウムを演奏。それぞれ部長、副部長を務める。東洋大学経営学部へ進学、軽音サークルに於いてバンドでキーボードを担当。
卒業前から笹路正徳に師事、アシスタント（ボーヤ）として音楽業界へ進む。
1993年、スピッツのツアーに参加以降、キーボーディスト、編曲家、プロデューサーとして多数のアーティストをサポート。
1994年、奥田民生のシングル「愛のために」でハモンドオルガンを担当、ミリオン・ヒット。
1996年から2002年まで、FIELD OF VIEWのツアーでキーボードを担当。
2002年から2006年まで、コブクロのツアー、レコーディングでバンドマスターを務めピアノおよびストリングス編曲を担当。アルバム「MUSIC MAN SHIP」「NAMELESS WORLD」のほぼ全曲や代表的なシングル曲に「永遠にともに」「ここにしか咲かない花」「桜」「君という名の翼」2007年レコード大賞受賞曲「蕾」がある。
また9曲に参加した『ALL SINGLES BEST』は累計売上枚数350万枚以上を記録。
その後も2016年まで多くの楽曲にストリングス編曲で参加。
2014年、アルバム「ディズニー 声のドリームデュエット」全8曲、2018年、アルバム「ディズニー 声の王子様  Voice Stars Dream Selection」全13曲で編曲を担当、週間アルバム・ランキング4位。
2007年、ブログを開設。

## ライヴまたはレコーディングまたは編曲参加アーティスト
- プリンセス プリンセス
  - 今野登茂子
  - 奥居香
- スピッツ
- CHASE
- 奥田民生
- 黒田有紀
- 大森洋平
- 宇井かおり
- FIELD OF VIEW
- the brilliant green
- 中村俊介
- 坂本真綾
- 拝郷メイコ
- BREATH
- コブクロ
- より子
- 大江千里
- コンコンジャンプ
- 椿屋四重奏
- 梅☆星
- 藤岡正明
- 渡辺ケイジ
- 平原綾香
- 高嶋ちさ子 12人のヴァイオリニスト
- 川江美奈子
- フジモトタカコ
- しばあみ
- 森山良子
- 中村あゆみ
- 宮田和弥
- 曽根由希江
- キム・ナムギル
- moecotic
- 伊東洋平
- 川上大輔
- LESS IS MORE　他

サウンドトラック（作曲・編曲）
- フジテレビジョンアニメ「名犬ラッシー」
- TBSテレビドラマ「ラブ・アゲイン」
- 日本テレビ放送網ドラマ「平成夫婦茶碗」

吹奏楽編曲
- コブクロ
  - 「蕾」ブラバン・マーチ・バージョン
  - 「Starting Line」
- FUNKY MONKEY BΛBY'S「明日へ」「あとひとつ」初回限定盤C/Wブラバン・バージョン